# Тарасовка (Чернобаевский район)
Тарасовка (укр. Тарасівка) — село в Чернобаевском районе Черкасской области Украины.
Почтовый индекс — 19913. Телефонный код — 4739.

## Население
Население по переписи 2001 года составляло 538 человек.

### Языковой состав
Родной язык населения по данным переписи 2001 года:
| Язык       | Численность, чел. | Доля     |
| ---------- | ----------------- | -------- |
| Украинский | 529               | 98,33 %  |
| Другое     | 9                 | 1,67 %   |
| Итого      | 538               | 100,00 % |

## Местный совет
19912, Черкасская обл., Чернобаевский р-н, с. Нове Життя, ул. Молодёжная, 2